# 纽约时报基本知识指南
《纽约时报基本知识指南: 为好奇心的案头工具书》（The New York Times Guide to Essential Knowledge: A Desk Reference for the Curious Mind）是一个单卷本工具书。该书内容达一千多页。
涵盖的主题包括：
- 建筑
- 艺术
- 天文学
- 生物学
- 化学
- 舞蹈
- 经济学，商业，和金融
- 电影
- 地理学
- 地质学
- 历史
- 法律
- 文学
- 戏剧
- 数学
- 传媒
- 医学
- 音乐
- 神话
- 哲学
- 摄影
- 物理学
- 宗教
- 科学
- 技术
- 体育运动

该书还包括一个参考文献图书馆，内含一个作者指南，营养指南，世界各国，美国各州及城市，语言，人物传记和一个填词游戏词典。
知名的纽约时报作者为该书中有关健康，最高法院和战争等主题方面的文章做出了贡献。